# Theodor Lerner
Pour les articles homonymes, voir Lerner.
Theodor Lerner, né le 10 avril 1866, mort le 12 mai 1931 est un journaliste allemand et explorateur polaire, menant plusieurs expéditions au Svalbard. 

## Héritage
Le cap Lernerneset (en) de l'île d'Abel située sur le Kong Karls Land, porte son nom. 

## Dans la culture populaire
L'histoire de Lerner est la base du roman allemand Der Nebelfürst de Martin Mosebach.